# アンケート商法
アンケート商法（アンケートしょうほう）とは、アンケートを利用して相手に接近する悪徳商法のことをいう。
また、アンケートのお礼として接近する場合は、「お礼商法」ともいう。
多くはキャッチセールスと呼ばれる訪問販売に該当するが、電話でのアンケートの場合は電話勧誘販売となることもある。訪問販売に該当するときは、特定商取引法に基いてクーリングオフできる場合がある。
また、宗教観、死生観、超常現象などに関するアンケートを利用して接近する宗教もある。このような宗教の中には、霊感商法のような活動を行っているものもある。

## 手口の例
- 街頭で美容に関するアンケートを行い、終了後、「このままでは、お肌が大変なことになりますよ。」などと言って不安を煽り、化粧品の購入やエステティックの契約をさせる。
- 大学などで英語力や海外旅行に関するアンケートを行い、アンケート結果を見ながら英語力の必要性を強調し、英会話教室の契約を締結させる。